# Sokolce
Sokolce (in ungherese Lakszakállas) è un comune della Slovacchia facente parte del distretto di Komárno, nella regione di Nitra.